# Mariana Díaz-Oliva
Mariana Díaz-Oliva (ur. 11 marca 1976 w Buenos Aires) – argentyńska tenisistka, reprezentantka kraju w Fed Cup, olimpijka z Aten (2004).

## Kariera tenisowa
Zawodową tenisistką była w latach 1992–2006.
W karierze wygrała jeden tytuł singlowy z cyklu rozgrywek WTA Tour. Jest triumfatorką szesnastu turniejów singlowych i piętnastu deblowych z cyklu ITF.
W latach 1997–2007 reprezentowała Argentynę w Fed Cup, wygrywając 19 meczów z 33 rozegranych. W 2004 zagrała w konkurencji gry pojedynczej igrzysk olimpijskich w Atenach ponosząc porażkę w pierwszym meczu ze Swietłaną Kuzniecową.
W rankingu gry pojedynczej Díaz-Oliva najwyżej była na 42. miejscu (9 lipca 2001), a w klasyfikacji gry podwójnej na 93. pozycji (10 września 2001).